# Eduard Berenbach
Eduard Berenbach (* 7. Juli 1885 in Warmbach; † 28. August 1962 in Überlingen) war ein deutscher katholischer Geistlicher.

## Leben
Eduard Berenbach empfing am 6. Juli 1909 die Priesterweihe. Nach seinem Vikariat in Philippsburg wurde er 1910 Präfekt am Erzbischöflichen Gymnasialkonvikt in Rastatt. 1917 wurde er Vikar von St. Urban in Freiburg im Breisgau.
Am 28. November 1918 erfolgte die Ernennung zum Fürstlich Fürstenbergischem Geistlichen Rat und Hofkaplan im Schloss Heiligenberg am Bodensee; er trat die Nachfolge von Theodor Martin an.
1952 wurde er von Kardinal-Großmeister Nicola Kardinal Canali zum Ritter des Ritterordens vom Heiligen Grab zu Jerusalem ernannt und am 8. Dezember 1952 im Kölner Dom durch Lorenz Jaeger, Großprior der deutschen Statthalterei, investiert.
Eduard Berenbach veröffentlichte zahlreiche lokalhistorische Bücher. Sein Bruder Josef Berenbach war Bibliothekar an der Universitätsbibliothek Heidelberg.

## Schriften
- Röhrenbach, Feyel Verlagsbuchhandlung, Überlingen 1932
- Wie kam das Haupt des hl. Konrad wieder nach Konstanz?, Feyel Verlagsbuchhandlung, Überlingen 1932
- Die Auffindung des hl. Kreuzes und die Gründung der Burg und „Wallfahrt“ Heiligenberg, Feyel Verlagsbuchhandlung, Überlingen 1932
- Veroneser Gäste auf Schloss Heiligenberg, 1930
- Der Fürstenberger Ehrentrunk zu Überlingen, Feyel Verlagsbuchhandlung, Überlingen 1934
- mit Franz Karl Barth: Heiligenberg: klimatischer Höhenluftkurort beim Bodensee, Feyel Verlagsbuchhandlung, Überlingen 1935
- Heiligenberg beim Bodensee, Feyel Verlagsbuchhandlung, Überlingen 1935
- Betenbrunn – Ein Beitrag zur Geschichte der Fürstenbergischen Patronatspfarrei, Feyel Verlagsbuchhandlung, Überlingen 1935
- 800 Jahre Grafen von Heiligenberg, Meder, Donaueschingen 1936
- Die Fürstlich Fürstenbergische Hofkapelle in Heiligenberg, Feyel Verlagsbuchhandlung, Überlingen 1937
- Heiligenberg, Feyel Verlagsbuchhandlung, Überlingen 1938
- Der Meister des Rittersaales im Schlosse zu Heiligenberg, Feyel Verlagsbuchhandlung, Überlingen 1939
- Das Gnadenbild von Heiligenberg, Feyel Verlagsbuchhandlung, Überlingen 1939
- Die Fürstlich Fürstenbergischen Kirchenpatronate, 1947